# James McCarthy (Fußballspieler)
James McCarthy (* 12. November 1990 in Glasgow) ist ein irisch-schottischer Fußballspieler.

## Vereinskarriere

### Hamilton Academical
Nach seinem Abschluss an der St Margaret Mary’s Secondary School in Glasgow, gab er sein Profidebüt am 30. September 2006 gegen Queen of the South. Einen Tag vor seinem sechzehnten Geburtstag stand er zum ersten Mal in der Startaufstellung des Vereins.
Er wurde in kommenden Jahren zum Stammspieler des Vereins. Im Mai 2008 unterschrieb er einen Drei-Jahres-Vertrag bei Hamilton Academical. Am Ende der Saison 2008/09 wurde er mit dem SPFA Young Player of the Year Award ausgezeichnet.

### Wigan Athletic
Am 16. Juli 2009 akzeptierte Hamilton ein Angebot des englischen Premier-League-Vereins Wigan Athletic. McCarthy wechselte am 21. Juli für 1,2 Millionen Pfund. Die Ablöse kann auf insgesamt 3 Millionen Pfund, je nach Erfolg, steigen.
Sein erstes Spiel in der Premier League gab er am 22. August als Einwechselspieler im Spiel gegen Manchester United.

### FC Everton
Am 2. September 2013 wechselte McCarthy zum FC Everton. McCarthy zog sich am 20. Januar 2018 bei einem Spiel gegen West Bromwich eine schwere Verletzung zu. Er erlitt einen doppelten Beinbruch. Einen weiteren Einsatz in der Saison 2017/18 für Everton nach seiner Verletzung absolvierte er nicht mehr. Am letzten Spieltag der Saison 2018/19 kam er zu seinem letzten Spiel für Everton, bevor er im August 2019 zu Crystal Palace wechselte.

### Celtic Glasgow
Im August 2021 wechselte McCarthy zu Celtic Glasgow.

## Nationalmannschaft
James McCarthy wurde in Schottland geboren und darf sowohl für die irische als auch für die schottische Nationalmannschaft spielen. Seine Vorfahren stammen aus dem irischen County Donegal. Er entschied sich schon früh, für Irland spielen zu wollen. Im Januar 2007 absolvierte er sein erstes Länderspiel für die irische U17-Auswahl. Seitdem spielte er in allen Jugendauswahlen des Landes.
Im Februar 2010 wurde er zum ersten Mal in die irische Fußballnationalmannschaft berufen. Im Freundschaftsspiel gegen Brasilien am 2. März 2010 wurde er zum ersten Mal eingesetzt. McCarthy spielte ab der 69. Minute für die Iren, als er für Liam Lawrence aufs Spielfeld lief.
Bei der Fußball-Europameisterschaft 2016 in Frankreich wurde er in das Aufgebot Irlands aufgenommen. Er stand in allen vier Turnierpartien bis zum Ausscheiden im Achtelfinale in der Startaufstellung, viermal wurde er auch ausgewechselt.

## Erfolge
mit Celtic Glasgow:
- Schottischer Meister: 2022, 2023
- Schottischer Pokalsieger: 2023
- Schottischer Ligapokal: 2022, 2023